# Sadamichi Kitabayashi

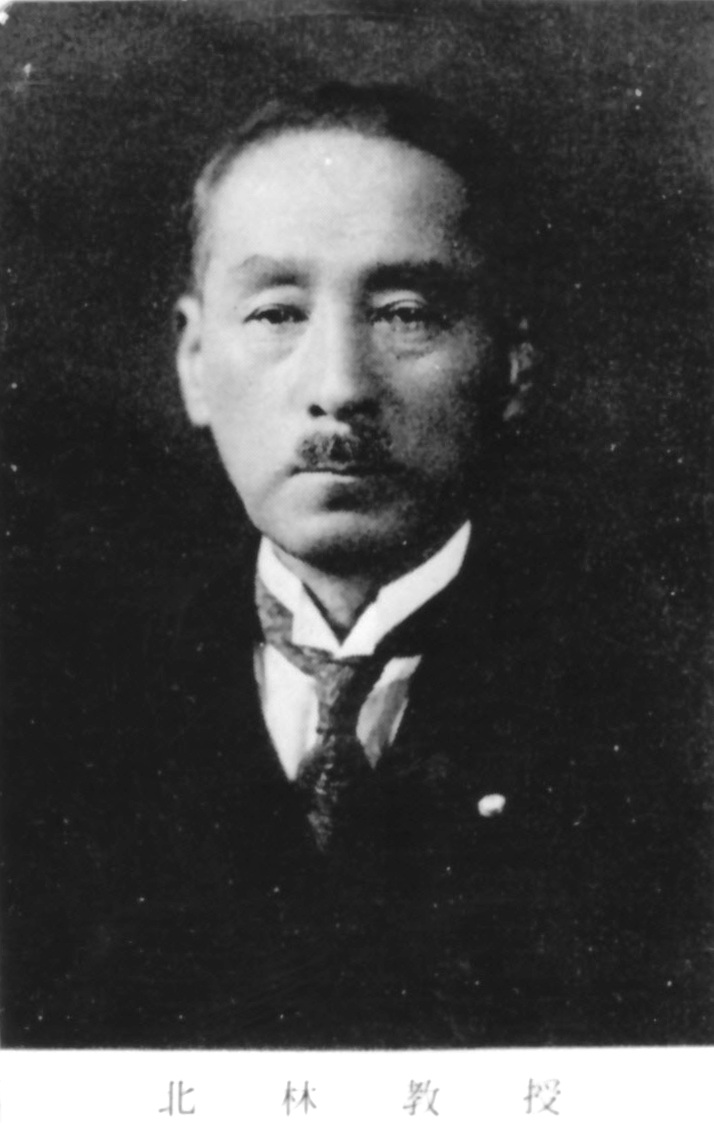
Sadamichi Kitabayashi

Sadamichi Kitabayashi (jap. 北林貞道 Kitabayashi Sadamichi; ur. 22 stycznia 1872, zm. 12 listopada 1948) – japoński lekarz psychiatra i neuroanatom, profesor psychiatrii Szkoły Medycznej Aichi w Nagoja. Uczył się neuroanatomii u Constantina von Monakowa w Zurychu, badał m.in. splot naczyniówkowy u pacjentów ze schizofrenią. Zajmował się też suicydologią.

## Wybrane prace
- Die Plexus choroidei bei organischen Hirnkrankheiten und bei der Schizophrenie. Schweizer Archiv für Neurologie und Psychiatrie 6/7, 1920
- The Choroid Plexus in Organic Brain Diseases and Dementia Praecox. Dementia Praecox Studies, 1921
- Les plexus choroïdes dans les maladies organiques du cerveau et dans la schizophrénie. Encéphale 1, s. 206–210, 1921